# Dangcagan
Dangcagan est une municipalité de la province de Bukidnon, aux Philippines.
Sa population était de 23 723 habitants en 2015.